# Roe, Arkansas
Roe là một thị trấn thuộc quận Monroe, tiểu bang Arkansas, Hoa Kỳ. Năm 2010, dân số của thị trấn này là 114 người.

## Dân số
- Dân số năm 2000: 124 người.
- Dân số năm 2010: 114 người.